# Marco Emilio Lepido (console 78 a.C.)
Marco Emilio Lepido (latino: Marcus Aemilius Lepidus; ... – 76 a.C.) è stato un politico romano, attivo durante il decennio del 70 a.C., quando le disposizioni di Silla vennero smantellate e una nuova generazione di insigni personaggi politici, tra i quali Cicerone, Pompeo, Crasso e Cesare, iniziò a dominare Roma.
Nel 78 a.C. rivestì la carica di console. Tentò di ridimensionare l'ordinamento sillano proponendo il richiamo degli esiliati tramite richiesta di amnistia nei confronti dei sopravvissuti alle proscrizioni, il ripristino delle distribuzioni frumentarie e la restituzione di terre confiscate. Durante il viaggio che l'avrebbe condotto nella provincia Narbonese, dove doveva svolgere il proconsolato del 77 a.C., si fermò in Etruria, dove le confische sillane erano state più pesanti e per questo i contadini locali avevano inscenato una rivolta per estorcere le terre ai veterani di Silla. Lepido fece causa comune con i ribelli e marciò su Roma, reclamando la restituzione dei poteri dei tribuni della plebe. Il senato decise di usare contro di lui il Senatus consultum ultimum. Sconfitto sotto le mura di Roma dal console Quinto Lutazio Catulo, Emilio Lepido cercò di ripiegare sulla costa etrusca dove venne battuto a Cosa da Gneo Pompeo che in precedenza aveva assediato e costretto alla resa a Modena, il suo luogotenente Marco Giunio Bruto. Fu quindi costretto a fuggire in Sardegna, dove morì l'anno dopo.

## Biografia
Attraverso la sua attività politica, Lepido, riabilitò la gloria perduta della sua famiglia di origini principesche. Era figlio di Quinto e nipote di Marco.
Nonostante la sua provenienza aristocratica, Lepido iniziò la sua carriera politica nei populares, motivo per cui Silla non lo ritenne un sostenitore fidato. Era solito cambiare spesso le sue posizioni politiche in base alla convenienza. Sostenne Caio Mario negli anni della sua ascesa politica e in concomitanza sposò la figlia di Lucio Apuleio Saturnino, tribuno della plebe negli anni 103 e 100 a.C.. Quando, però, il Senato dichiarò lo stato d'emergenza a causa dei torbidi nelle elezioni consolari del 100 a.C., Lepido chiese a Mario di reprimere il tentativo d'insurrezione di Saturnino e si tirò fuori dai populares.
Quando Silla impose la dittatura a Roma (82-79 a.C.), Lepido, inizialmente, concorse dalla sua parte, tanto che egli lo nominò governatore in Sicilia. Nel 79 a.C., Silla abdicò dal suo ruolo di dittatore. Lepido era allora un cittadino privato: se fosse intervenuto nei contesti elettorali di quel medesimo anno, è, quindi, incerto. Il lasso di tempo che va dal 79 al 77 a.C. fu un triennio ricco di contese e lotte intestine, tra le preesistenti classi al potere e le nuove forze emergenti, in un clima di cambiamento delle condizioni in cui viveva lo Stato, così come delle strutture della società repubblicana, che si avviava ad una fase di immane decadenza.

Il primo gennaio del 78 a.C., Marco Emilio Lepido diventò console insieme al suo avversario Quinto Lutazio Catulo e già in quella occasione, entrarono in conflitto sulle decisioni da prendere in merito alle festività dell'anno e alla nomina del praefectus urbis.
In seguito all'abdicazione di Silla volle lui stesso diventare dittatore e per perseguire questa strada, dichiarò inutile la carica tribunizia. Questa sua intenzione è stata confermata dalla Lex Aemilia frumentaria del 78-77 a.C., da lui stesso proposta, secondo la quale mensilmente ogni popolano aveva il diritto di ricevere cinque modì di grano. Le frumentationes, precedentemente abrogate da Silla, per non concorrere all'inurbamento, si rivelarono essere, invece, un astuto proposito da parte di Lepido, in quanto distribuendo grano a basso costo e talvolta gratuitamente ai ceti poveri, si faceva portavoce delle richieste avanzate dai tribuni della plebe e da Silla rifiutate. La legge, però, si concluse con un nulla di fatto, a causa degli avvenimenti del 78 a.C.
In questi stessi anni, ebbe luogo la vicenda politica che vide Lepido protagonista, grazie al suo attento impegno nell'espletare il dovere di “ottimate”. Abusò, poi, del regime sillano e venne accusato di impieghi illeciti di beni mobili, quando era pretore in Sicilia, e si insediò, persino, in campo democratico.
Lepido, incurante delle proposte avanzate dagli aristocratici, continuò la sua politica demagogica, adoperandosi alla demolizione di tutti i provvedimenti presi da Silla, quali: la restituzione dei poteri ai tribuni della plebe; la restituzione ai proscritti dei loro beni; la restituzione della cittadinanza per coloro che ne erano stati privati.

Al ceto dirigente, che usciva lentamente e a fatica dall'egemonia sillana, premeva mantenere accentrato nelle sue mani, il potere di cui aveva goduto in quegli anni; mentre, il proposito di Lepido, restava quello di rimettere in campo le forze emergenti, così da apportare un radicale cambiamento nei rapporti di potere vigenti. I suoi avversari, di conseguenza, avendo intenti differenti, gli remavano contro. Gli ottimati erano preoccupati, in quanto avevano compreso che il console patteggiava con la parte popolare e questo non era un bene per la loro fazione.

Le idee del console sovversivo, generarono una rivolta in Etruria, nei pressi di Fiesole, lì dove erano stanziati i veterani di Silla. Dichiarato lo stato di emergenza, i consoli furono mandati a domare la rivolta. In questa occasione i due consoli dovettero promettere di andare d'accordo fino alla fine del mandato. Intanto, l'assenza dei due consoli da Roma, non permetteva la nomina dei nuovi per l'anno successivo, pertanto il Senato richiamò sia Catulo sia Lepido. Il primo ritornò, mentre l'altro non eseguì l'ordine e cambiò nuovamente la sua posizione, tornando ad essere un ribelle.

Nel 77 a.C. Lepido, alleatosi con Marco Perperna Ventone, divenne capo dei ribelli e quindi della guerra contro Roma. Egli presentò, infatti, un ultimatum al Senato che prevedeva i seguenti punti:
- cittadinanza romana agli abitanti della Gallia Cisalpina;
- restituzione dell'autorità ai tribuni;
- riabilitazione dei proscritti;
- sua rielezione al consolato.

Il Senato rifiutò la proposta e utilizzò contro Lepido il Senatus consultum ultimum, affidando all'interré Appio Claudio, al proconsole Quinto Lutazio Catulo e a Gneo Pompeo Magno l'incarico di reprimere l'insurrezione. Dopo varie battaglie durante le quali molti luogotenenti di Lepido persero la vita, egli sentendosi in pericolo, decise di attaccare direttamente Roma. Il primo scontro si tenne presso Campo Marzio con le truppe di Catulo; Lepido si rese conto che l'impresa era disperata. Decise pertanto di arretrare ma durante la ritirata si scontrò presso Cosa (Maremma) con Pompeo, il quale aveva precedentemente costretto alla resa il suo luogotenente Marco Giunio Bruto. Fu una disfatta. Lepido decise, così, di scappare in Sardegna con alcuni suoi fedelissimi ma, con sua grande delusione, le città dell'isola non lo accolsero. Lepido si ammalò e morì pochi giorni dopo. Cadeva l'anno 76 a.C.

### Discendenza
Lepido sposò Apuleia, figlia del tribuno della plebe Saturnino, dalla quale ebbe tre figli. Due di essi si prodigarono per portare avanti la stirpe familiare, invece, il terzo figlio, di nome Scipione, partecipò agli intrighi politici del consolato del 78 a.C. che terminò nel 77 a.C..

### Studi
- Erich S. Gruen, The last generation of the Roman republic, Berkeley, 1974.
- Luigi Labruna, Il console sovversivo: Marco Emilio Lepido e la sua rivolta, Napoli, Liguori, 1975.
- Luigi Pareti, Storia di Roma e del mondo romano, 6 voll., Torino, UTET, 1952-1961.
- Theodor Mommsen, Storia di Roma antica, 3 voll., Lipsia, Reimer & Hirsel, 1854-1856.
- Giovanni Rotondi, Leges publicæ populi Romani: elenco cronologico con una introduzione sull'attività legislativa dei comizi romani, Milano, 1912.
- Richard D. Weigel, Lepidus: the tarnished triumvir, Londra-New York, Routledge, 1992.